# Reprezentacja Luksemburga w hokeju na lodzie mężczyzn
Reprezentacja Luksemburga w hokeju na lodzie mężczyzn — kadra Luksemburga w hokeju na lodzie powoływana przez selekcjonera, w której występować mogą wszyscy zawodnicy posiadający obywatelstwo luksemburskie. Mimo iż Luksemburski Związek Hokeja na lodzie - Fédération Luxembourgeoise de Hockey sur Glace istnieje od 1912 roku, jednak dopiero w roku 1992 reprezentacja rozegrała swój pierwszy mecz. Dotychczas uczestniczyła w dziewiętnastu edycjach Mistrzostwach Świata w tych dwukrotnie uczestnicząc w turnieju drugiej dywizji. Zespół nigdy nie uczestniczył w igrzyskach olimpijskich.

## Starty w Mistrzostwach Świata
| Rok  | Lokalizacja  | Turniej     | Miejsce (miejsce ogółem) |
| ---- | ------------ | ----------- | ------------------------ |
| 1992 | Johannesburg | Grupa C2    | 5. miejsce (31. miejsce) |
| 2000 | Reykjavík    | Grupa D     | 8. miejsce (41. miejsce) |
| 2002 | Nowy Sad     | II Dywizja  | 6. miejsce (40. miejsce) |
| 2003 | Auckland     | III Dywizja | 2. miejsce (42. miejsce) |
| 2004 | Jaca         | II Dywizja  | 6. miejsce (39. miejsce) |
| 2005 | Meksyk       | III Dywizja | 3. miejsce (43. miejsce) |
| 2006 | Reykjavík    | III Dywizja | 5. miejsce (45. miejsce) |
| 2007 | Dundalk      | III Dywizja | 3. miejsce (42. miejsce) |
| 2008 | Luksemburg   | III Dywizja | 3. miejsce (43. miejsce) |
| 2009 | Dunedin      | III Dywizja | 3. miejsce (43. miejsce) |
| 2010 | Luksemburg   | III Dywizja | 3. miejsce (45. miejsce) |
| 2011 | Kapsztad     | III Dywizja | 4. miejsce (44. miejsce) |
| 2012 | Erzurum      | III Dywizja | 3. miejsce (43. miejsce) |
| 2013 | Kapsztad     | III Dywizja | 3. miejsce (43. miejsce) |
| 2014 | Luksemburg   | III Dywizja | 3. miejsce (43. miejsce) |
| 2015 | Izmit        | III Dywizja | 3. miejsce (43. miejsce) |
| 2016 | Stambuł      | III Dywizja | 3. miejsce (43. miejsce) |
| 2017 | Sofia        | III Dywizja | 1. miejsce (41. miejsce) |